# Non-Violence (rzeźba)
Non-Violence – plenerowa rzeźba z brązu autorstwa szwedzkiego rzeźbiarza Carla Fredrika Reuterswärda, znajdująca się na placu przed kwaterą główną Organizacji Narodów Zjednoczonych na Manhattanie w Nowym Jorku.

## Opis
Rzeźba przedstawia rewolwer kalibru .45 ACP z lufą zawiązaną na supeł. Artysta wykonał tę pracę w grudniu 1980 roku po tym, jak dowiedział się, że jego przyjaciel John Lennon został zastrzelony przez Marka Davida Chapmana. Reuterswärd był tak zdenerwowany i zły z powodu tej bezsensownej śmierci i wielu innych wybuchów niepotrzebnej przemocy, że poszedł do swojego atelier i zaczął pracować nad projektem o nazwie „bez przemocy”. Rewolwer jest odbezpieczony, ale węzeł daje do zrozumienia, że nie wystrzeli. 
Rzeźba w Nowym Jorku była jedną z trzech pierwszych wersji dzieła, kupionego przez rząd Wielkiego Księstwa Luksemburga i ofiarowanego Organizacji Narodów Zjednoczonych w 1988 roku. Od tego czasu repliki rzeźby są instalowane w wielu państwach na świecie.

## Repliki (wybór)

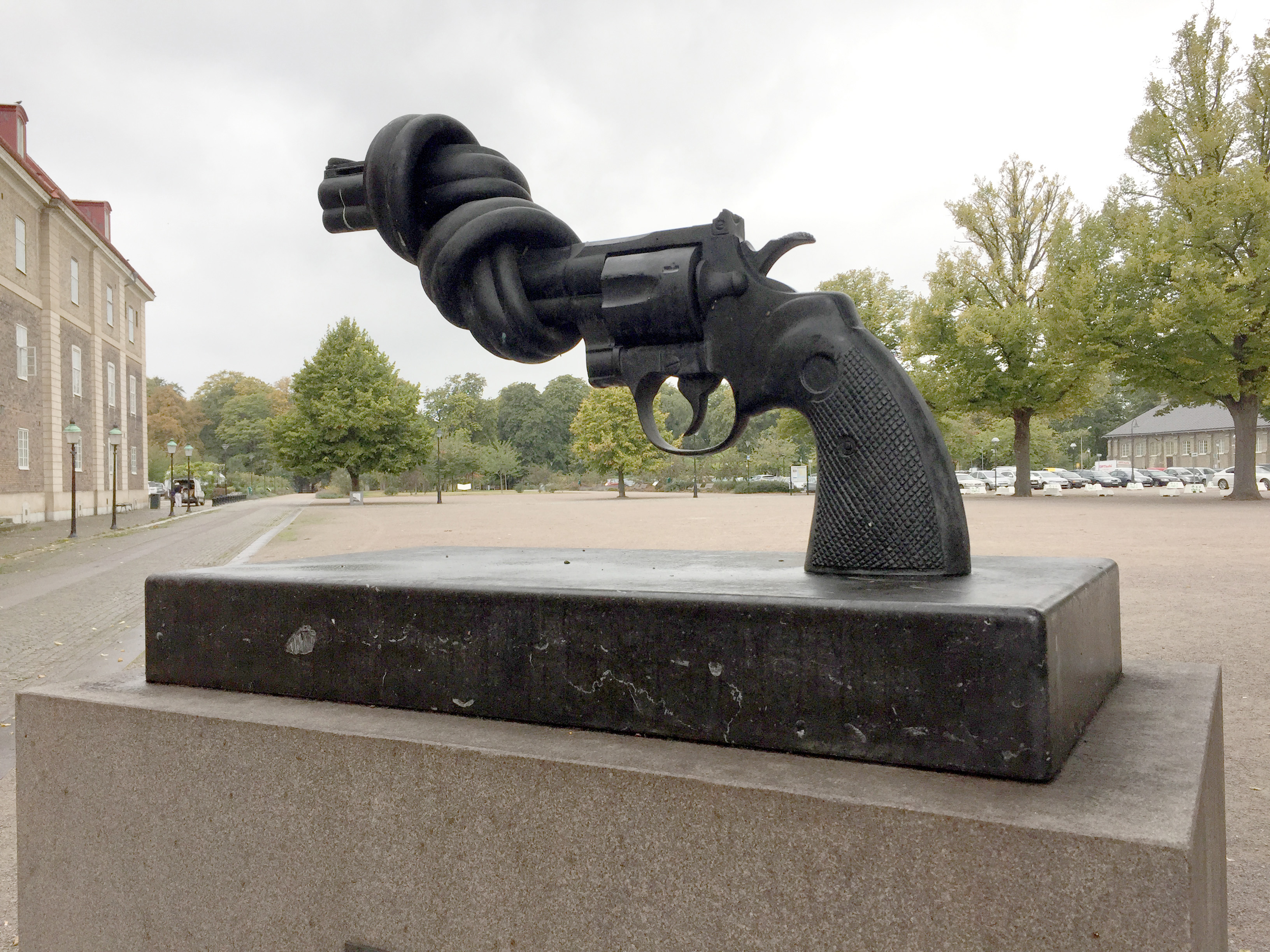
Landskrona
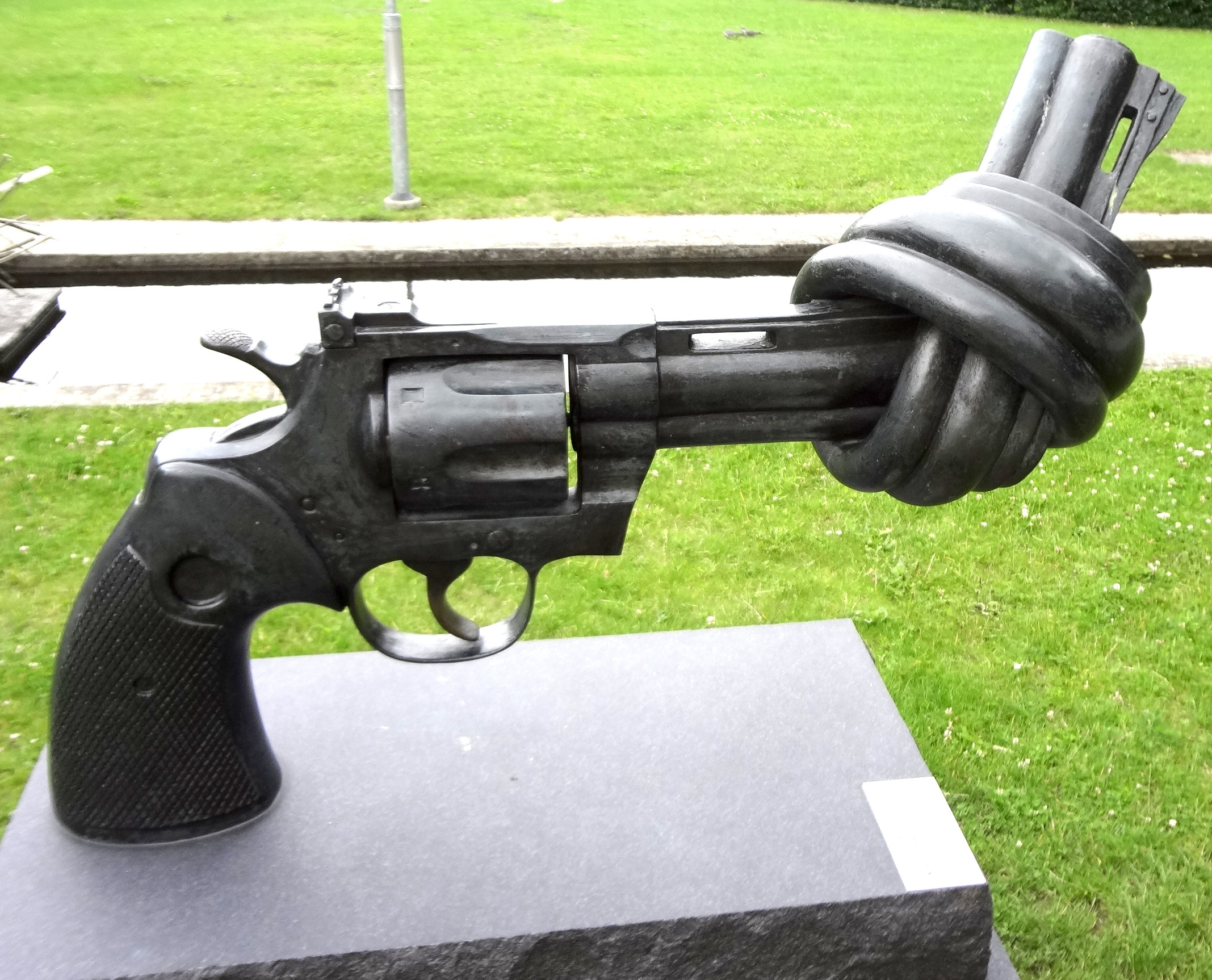
Lund
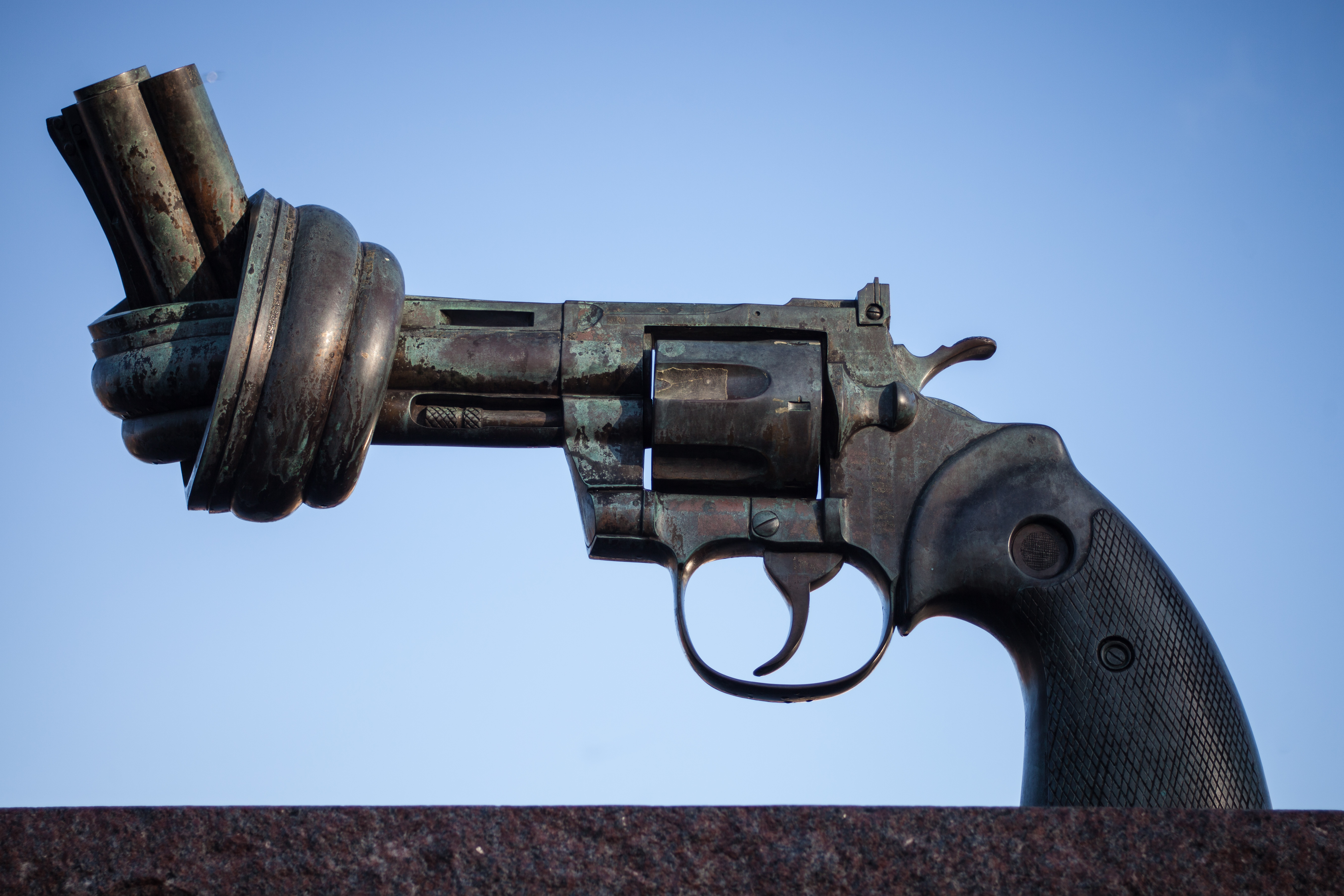
Malmö
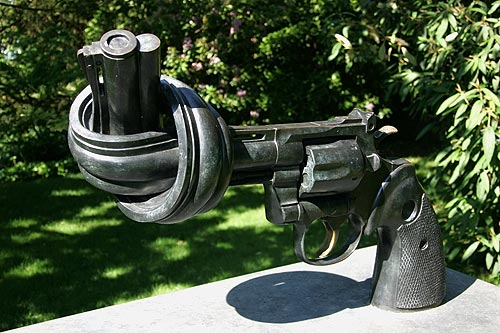
Lozanna